# شهرستان سیتوو
شهرستان سیتوو (به بلغاری: Sitovo Municipality) یک شهرستان در بلغارستان است که در استان سیلیسترا واقع شده‌است. شهرستان سیتوو ۲۷۰٫۹۷ کیلومتر مربع مساحت و ۵٬۸۱۰ نفر جمعیت دارد.